# Liste der Monuments historiques in Saint-Plancard
Die Liste der Monuments historiques in Saint-Plancard führt die Monuments historiques in der französischen Gemeinde Saint-Plancard auf.

## Liste der Bauwerke
| Bezeichnung                  | Beschreibung | Standort | Kennzeichnung | Schutzstatus | Datum | Bild           |
| ---------------------------- | ------------ | -------- | ------------- | ------------ | ----- | -------------- |
| Kapelle St-Jean und Friedhof |              | (Lage)   | PA00094474    | Classé       | 1946  | weitere Bilder |

## Liste der Objekte
- Monuments historiques (Objekte) in Saint-Plancard in der Base Palissy des französischen Kultusministeriums